# Ny Kaledoniens håndboldlandshold (herrer)
Ny Kaledoniens håndboldlandshold for mænd er det mandlige landshold i håndbold for Ny Kaledonien. Det er associerede medlemmer af OCHF. Af deres største meritter er at de fik en andenplads ved Oceania Nations Cup i 2004 og 2006, mens at det fik en førsteplads i 2008.

## Resultater

### Oceania Nations Cup
- 2004:  Sølv
- 2006:  Sølv
- 2008:  Guld